# Gnathopleura unicarinata
Gnathopleura unicarinata är en stekelart som beskrevs av Fischer 2006. Gnathopleura unicarinata ingår i släktet Gnathopleura och familjen bracksteklar. Inga underarter finns listade i Catalogue of Life.